# Spiloctenia
Spiloctenia is een geslacht van vlinders van de familie spanners (Geometridae), uit de onderfamilie Larentiinae.

## Soorten
- S. eubagidaria Felder, 1875
- S. fassli Dognin, 1910
- S. whitelyi Druce, 1892